# Jean de Lévis
Jean de Lévis, mort en 1482, est un prélat français, évêque de Mirepoix puis évêque de Lescar au XVe siècle.

## Biographie
Il est fils de Gaston IV de Lévis (1390 - 1478), seigneur de Léran, et de Catherine de Panat (1390 -).